# Брендон Мак-Міллан
Брендон Мак-Міллан (англ. Brandon McMillan; 22 березня 1990, м. Дельта, Канада) — канадський хокеїст, лівий нападник. Виступає за «Анагайм Дакс» у Національній хокейній лізі.
Виступав за «Келона Ракетс» (ЗХЛ), «Сірак'юс Кранч» (АХЛ), «Анагайм Дакс».
В чемпіонатах НХЛ — 74 матчі (11+12), у турнірах Кубка Стенлі — 6 матчів (1+1).
У складі молодіжної збірної Канади учасник чемпіонату світу 2010. У складі юніорської збірної Канади учасник чемпіонату світу 2008.
Досягнення
- Переможець юніорського чемпіонату світу (2008)
- Срібний призер молодіжного чемпіонату світу (2010).